# 4147 Lennon
4147 Lennon (1983 AY) là một tiểu hành tinh vành đai chính được phát hiện ngày 12 tháng 1 năm 1983 bởi Brian A. Skiff ở Flagstaff. Nó được đặt theo tên ex-Beatle John Lennon.